# Єнбекші (Железинський район)
Єнбекші́ (каз. Еңбекші) — село у складі Железинського району Павлодарської області Казахстану. Адміністративний центр Єнбекшинського сільського округу.
Населення — 281 особа (2021; 471 у 2009, 751 у 1999, 1017 у 1989).
Національний склад станом на 1989 рік:
- казахи — 47 %;
- росіяни — 25 %;
- німці — 21 %.

До 1993 року село називалось Антоновка, тоді ж до нього було приєднано сусіднє село Стояновка.